# Agrias livida
Agrias livida är en fjärilsart som beskrevs av Peter William Michael 1931. Agrias livida ingår i släktet Agrias och familjen praktfjärilar. Inga underarter finns listade i Catalogue of Life.